# Chennai Open Challenger 2025
Il Chennai Open Challenger 2025 è stato un torneo maschile di tennis professionistico. È stata la 5ª edizione del torneo, facente parte della categoria Challenger 100 nell'ambito dell'ATP Challenger Tour 2025, con un montepremi di 160 000 $. Si è giocato dal 3 al 9 febbraio 2025 sui campi in cemento del SDAT Tennis Stadium di Chennai, in India.

## Partecipanti

### Teste di serie
| Nazionalità | Giocatore          | Ranking* | Testa di serie |
| ----------- | ------------------ | -------- | -------------- |
| Regno Unito | Billy Harris       | 129      | 1              |
| Sudafrica   | Lloyd Harris       | 142      | 2              |
| Croazia     | Duje Ajduković     | 158      | 3              |
| Canada      | Alexis Galarneau   | 176      | 4              |
| Giappone    | Shintarō Mochizuki | 180      | 5              |
| Giappone    | Shō Shimabukuro    | 191      | 6              |
| Kazakistan  | Timofej Skatov     | 200      | 7              |
| Ungheria    | Zsombor Piros      | 213      | 8              |

* Ranking al 27 gennaio 2025.

### Altri partecipanti
I seguenti giocatori hanno ricevuto una wild card per il tabellone principale:
- Ramkumar Ramanathan
- Mukund Sasikumar
- Karan Singh

I seguenti giocatori sono passati dalle qualificazioni:
- Maxim Zhukov
- Kimmer Coppejans
- Yurii Dzhavakian
- Hynek Bartoň
- Eric Vanshelboim
- Egor Agafonov

Il seguente giocatore è entrato in tabellone come lucky loser:
- Sascha Gueymard Wayenburg

## Punti e montepremi
| Torneo    | Torneo              | V      | F      | SF    | QF    | 2T    | 1T    | Q | Q2  | Q1  |
| Singolare | Punti               | 100    | 50     | 25    | 14    | 7     | 0     | 4 | 2   | 0   |
| Singolare | Premi in denaro ($) | 17 650 | 10 380 | 6 140 | 3 570 | 2 105 | 1 270 | – | 635 | 320 |
| Doppio    | Punti               | 100    | 50     | 25    | 14    | –     | 0     | – | –   | –   |
| Doppio    | Premi in denaro ($) | 7 590  | 4 400  | 2 645 | 1 570 | –     | 880   | – | –   | –   |

## Campioni

### Singolare
Kyrian Jacquet ha sconfitto in finale  Elias Ymer con il punteggio di 7–6(1), 6–4.

### Doppio
Shintarō Mochizuki /  Kaito Uesugi hanno sconfitto in finale  Saketh Myneni /  Ramkumar Ramanathan con il punteggio di 6–4, 6–4.